# Санжоаненше (Порту-Нову)
Клубе ді Футебул Уш Санжоаненше або просто Санжоаненше (Порту-Нову) (порт. Clube de Futebol Os Sanjoanenses) — професіональний кабовердійський футбольний клуб з міста Порту Нову, на острові Санта-Антау.

## Історія
Футбольний клуб "Санжоаненше" заснований 4 лютого 1984 года в районі Рібейра даш Паташ міста Порту-Нову, спочатку під назвою Футебул Клубе Есперанса (ФК «Надія»). Після декількох спроб, в 1996 році змінив офіційну назву на Футбольний клуб "Санжоаненше" на честь покровителя цього нрайону і міста Порту-Нову — Сан-Жоау Баптішти (св.Івана Хрестителя).У 2002 році клуб виграв своє перше та єдине на сьогодні острівне чемпіонство, а в 2005 році переміг в Кубку міста Порту-Нову.
На початку 2010-их років клуб знявся зі змагань і не виступав до сезону 2014/15 років. Перед самим початком сезону 2015/16 років разом із Санту-Анре знявся зі змагань. 

## Логотип
Так як клуб з початку свого існування було створено як філіал португальського "Белененсеш", тому і форма і, в першу чергу, логотип є ідентичними до португальського клубу. Єдиними суттєвими відмінностями від логотипу Белененсеш, є те, що у Санжоаненше на логотипі в лівій від хреста частині знаходиться латинська літера «S» (а не «B») та у нижній частині щита вказана дата заснування клубу (у португальського клубу це місце порожнє).

## Досягнення
- Чемпіонат острова Санту-Антау (Південь): 1 перемога

2001/02
- Кубок міста Порту Нову: 1 перемога

2004/05

### Національний чемпіонат
| Сезон | Див. | Міс. | Іг. | В | Н | П | ЗМ | ПМ | РМ  | О | Примітки |
| ----- | ---- | ---- | --- | - | - | - | -- | -- | --- | - | -------- |
| 2002  | 1    | 7    | 8   | 2 | 0 | 6 | 8  | 21 | -13 | 6 |          |

### Острівний чемпіонат

#### Чемпіонат острова Санту-Антау
| 2001-02 | 2 | 1 | - | - | - | - | - | - | - | - |  |

#### Чемпіонат острова Санту-Антау (Південь)
| Сезон   | Див. | Міс. | Іг. | В | Н | П | ЗМ | ПМ | РМ | О  | Кубок | Суперкубок | Примітки |
| ------- | ---- | ---- | --- | - | - | - | -- | -- | -- | -- | ----- | ---------- | -------- |
| 2013-14 | 2    | 4    | 12  | 4 | 2 | 6 | 14 | 17 | -3 | 14 |       |            |          |
| 2014-15 | 2    | 3    | 12  | 6 | 2 | 4 | 21 | 19 | +2 | 20 |       |            |          |